# Charles Birkin
Sir Charles Lloyd Birkin (* 24. September 1907; † 8. November 1986) war ein britischer Autor des Unheimlichen und Übernatürlichen.

## Leben
Birkin veröffentlichte zwischen 1936 und etwa 1971 mehrere Geschichtensammlungen, die heute zu den berühmtesten Horror-Klassikern Englands aus dieser Periode zählen. Er war darüber hinaus auch Herausgeber bedeutender Horror-Anthologien anderer Autoren. Während der er in Deutschland von Anfang an ausschließlich als Charles Birkin bekannt wurde, kennt man ihn in seinem Heimatland vor allem unter dem Pseudonym Charles Lloyd. Auf Deutsch wurden nur zwei (jedoch sehr essentielle) seiner Bücher veröffentlicht: Der Finger der Furcht und So bleich, so kalt, so tot. Beide kamen Anfang der Siebziger bei Heyne heraus und erlebten mehrere Neuauflagen. Eine Neuausgabe in einem Band erschien im Jahre 2019 im epubli-Verlag.

## Werk
Birkins Spezialgebiet war die Horror-Kurzgeschichte in alle ihren Facetten und Genres: Krimi, SF, Geistergeschichten, Übersinnliches, Drama, Psycho- und Monsterstorys. Die Kritik hat in den 1970er Jahren seine fein gesponnenen, scheinbar sehr nüchtern erzählten Geschichten häufig mit Edgar Allan Poe verglichen, jedoch dürfte er inhaltlich und der ganzen Art nach, so denn Vergleiche sein  müssen, einem englischen Robert Bloch näherkommen, wenngleich sein Stil wesentlich geschliffener und gewählter als der seines amerikanischen Kollegen ist. In den meisten Fällen, und darauf hat sich Birkin geradezu meisterhaft spezialisiert, lesen sich seine Erzählungen wie Alltagsgeschichten in die plötzlich ein auf die Spitze getriebenes tragisches Ereignis einbricht und die Dämonie der gesamten vorherigen, so harmlos erschienenen Ereignisse offenbart. So zum Beispiel in der berühmten Erzählung Kitty Fischerin, in der mit einem vom Autor geschickt gesponnenen psychologischen Netz aus Beschwichtigungen, Beschönigungen und Verharmlosungen über den wahren Zustand  einer zunächst völlig alltäglich wirkenden Familie hinweggetäuscht wird – bis am Ende die Katastrophe für alle eintritt. Ein Markenzeichen Birkins ist es, nahezu jede seiner Geschichten mit einem begütigenden Klang enden zu lassen, als hätte der Autor das Schreckliche, das er soeben noch schilderte, selber völlig übersehen. Ein weiteres, sehr wichtiges Kennzeichen seiner Geschichten liegt in der raffinierten und überaus eleganten Wahl ihrer Titel, die in der Rückschau besonders ironisch wirken oder das Tragische des Inhalts unterstreichen.

## Adelstitel
Charles Birkin trug den Titel 5th Baronet of the Baronetage of The United Kingdom.

## Bibliografie

### Kurzgeschichtensammlungen
- 1936: Devil’s Spawn.
- 1964: The Kiss of Death & Other Horror Stories.
- 1965: The Smell of Evil.
- 1966: Where Terror Stalked & Other Horror Stories.
- 1968: Dark Menace.
- 1970: My Name Is Death & Other New Tales of Horror.
  - Deutsch: Der Finger der Furcht. Übersetzt von Evelyn Linke. Heyne-Bücher #766, München 1970, DNB 456121668.
- 1970: So Pale, so Cold, so Fair.
  - Deutsch: So bleich, so kalt, so tot. Übersetzt von Jutta von Sonnenberg. Heyne-Bücher #947, München 1972, DNB 1344446663.
- 1970: Spawn of Satan.
- 2019: Der Tod aus dem Meer. Neuausgabe der beiden deutschen Sammlungen in einem Band. epubli, Berlin, ISBN 978-3-7485-8345-5.

### Herausgegebene Anthologien
- 1932: Creeps: A Collection of Uneasy Tales.
- 1932: Shivers: A Third Collection of Uneasy Tales.
- 1932: Shudders: A Collection of Uneasy Tales.
- 1933: Horrors: A Collection of Uneasy Tales.
- 1933: Nightmares: A Collection of Uneasy Tales.
- 1933: Quakes: A Collection of Uneasy Tales.
- 1933: Terrors: A Collection of Uneasy Tales.
- 1934: Monsters: A Collection of Uneasy Tales.
- 1934: Panics: A Collection of Uneasy Tales.
- 1934: Powers of Darkness: A Collection of Uneasy Tales.
- 1935: Tales of Fear: A Collection of Uneasy Tales.
- 1935: The Creeps Omnibus.
- 1935: Thrills: A Collection of Uneasy Tales.
- 1936: Tales of Death: A Collection of Uneasy Tales.
- 1936: Tales of Dread: A Collection of Uneasy Tales.
- 1965: The Tandem Book of Horror Stories. Auch als: The Witch-Baiter. (1967)
- 1965: The Tandem Book of Ghost Stories. Auch als: The Haunted Dancers. (1967)